# 九龍不敗
《九龍不敗》是一部2019年香港犯罪動作片，由陳果編劇及導演，林紀陶聯合編劇，董瑋及黃偉亮任動作指導，張晉、安達臣·施華、鄭嘉穎、劉心悠及鄧麗欣領銜主演。

## 故事大綱
警署警長九龍（張晉飾）身上的龍紋身，記錄著他兒時一段疑真疑假的經歷，查案時瘋狂拚搏；在奉命調查一宗女警連環被殺案時，九龍用盡方法不僅毫無線索，他的警花未婚妻方寧（鄧麗欣飾）也在這場拘捕行動中意外失踪。九龍發現女警連環遇害只是第一步，兇手還有著更加血腥的陰謀，自己和未婚妻竟然也被算計其中；此時澳門再度發生女警被殺案，這次的作案手法更加令人髮指，但兇手好像故意留下線索，是危險陷阱還是復仇曙光？九龍為追真兇，不惜跨境調查，但屢被澳門警司曹志德（鄭嘉穎飾）刻意阻撓，最後在好友澳門大小姐王夢奇（劉心悠飾）協助，發現案件竟與前美國黑人陸戰隊員、曾於拳賽敗給九龍的冼力山（安達臣·施華飾）有關。魔高一丈，道高幾何！血債血償之前，就算流乾最後一滴血，九龍也要誓不罷休。

## 演員表

### 領銜主演
| 演員        | 角色   | 備註 |
| 張晉        | 九龍   | 警署警長，被上級派到流浮山警署駐守 黎永堅之下屬 方寧之未婚夫 王夢奇之病人兼好友 周武之同僚 冼力山、林荻方伉儷之天敵 天之驕子，九頭龍的傳人                                           |
| 安達臣·施華 | 冼力山 | 前美國黑人陸戰隊員 曾活躍於拳擊比賽 林荻方之夫，與其在澳門開設健身中心 九龍之手下敗將兼天敵 因不甘敗於九龍拳下而導致自己的兒子意外死亡而展開復仇計劃，策動多宗女警連環兇殺案為第一步 |
| 鄭嘉穎      | 曹志德 | 澳門警司 刻意阻撓九龍在澳門調查女警連環兇殺案 |
| 劉心悠      | 王夢奇 | 澳門大小姐兼中醫師 王炳昌之女 與林荻方相識 九龍之主診醫生兼好友 曾患上乳癌，令自己對有紋身的九龍投以特別情緒                                                                         |
| 鄧麗欣      | 方寧   | Bonnie 警花 九龍之未婚妻，與其調查女警連環兇殺案時被冼力山擄走, 其後多次被冼力山強姦                                                                                                 |

### 主演
| 演員   | 角色   | 備註                                                                                    |
| 周國賢 | 周武   | 黎永堅之下屬 九龍之同僚 被林荻方槍殺                                                    |
| 陳鈺芸 | 林荻方 | Lady 冼力山之妻，與其在澳門開設健身中心 與王夢奇相識 槍殺周武 九龍之天敵                |
| 吳岱融 | 黎永堅 | 總警司 九龍、周武之上司 最怕被他人說是基層出身                                          |
| 李麗珍 | 小珍   | 警員，九龍之下屬 為引出女警連環兇殺案兇手冼力山而刻意穿上軍裝巡邏，但被其識破           |
| 林雪   | 舅父   | 黑社會老大 曾為九龍作臥底時的調查對象，後來在追捕期間被其當眾槍擊斷手，間接令其身敗名裂 |

### 其他演員
| 演員   | 角色   | 備註                                        |
| 吳耀漢 | 王炳昌 | 澳門知名人士 王夢奇之父                     |
| 黃家強 |        | 法醫                                        |
| 溫家偉 |        | 澳門司警 曹志德之下屬                       |
| 張松枝 | 張風俠 | 阿俠 九龍之下屬                             |
| 吳嘉龍 | 傻豹   | 九龍之下屬 一年前在調查女警連環兇殺案時被殺 |
| 廖駿雄 |        | 澳門司警 曹志德之下屬                       |
| 黃溢濠 |        | 澳門司警 曹志德之下屬                       |

## 製作
本片為陳果首部動作警匪懸疑片，電影2016年10月尾開鏡，並於2017年2月初煞科，攝影是杜琪峯御用攝影鄭兆強，亦屬同陳果首次合作，動作指導則有董瑋和黃偉亮，後期電腦特技在南韓及香港分工完成。

## 發行
電影原定在2019年5月1日、3日和16日在中國大陸、台灣與香港上映。後將映期延至6月，而最終確定電影於6月20日在香港上映。

## 外部連結
- 香港影庫上《九龍不敗》的資料（繁體中文）
- 互联网电影数据库（IMDb）上《九龍不敗》的资料（英文）
- 豆瓣电影上《九龍不敗》的資料 （简体中文）
- 时光网上《九龍不敗》的資料（简体中文）